# Єрьомін Володимир Юрійович
Володимир Юрійович Єрьомін (рос. Владимир Юрьевич Ерёмин; нар. 18 грудня 1965, Смоленськ, РРФСР) — радянський та російський футболіст, виступав на позиції півзахисника.

## Кар'єра гравця
Народився в Смоленську. Вихованець місцевої ДЮСШ, перший тренер — В. Масляний. Футбольну кар'єру розпочав 1984 року в дублюючому складі смоленської «Іскри». У першості дублерів 15 матчів та відзначився 3-а голами. Наступного року був переведений до першої команди, в якій закріпитися не зумів. Того сезону в Першій союзній лізі зіграв 3 поєдинки. У 1986 році перейшов до складу друголігового липецького «Металурга», в складі якого відіграв 17 матчів. Наступний сезон розпочав у складі іншого друголігового клубу, «Спартака» з Орла. У футболці «спартаківців» відіграв до завершення сезону, за цей час у чемпіонаті СРСР зіграв 18 матчів та відзначився 2-а голами.
У 1988 році приєднався до одеського «Чорноморця». У складі одеситів дебютував 12 липня 1988 року в нічийному (0:0) домашньому поєдинку 15-о туру Вищої ліги проти мінського «Динамо». Володимир вийшов на поле в стартовому складі, а на 60-й хвилині його замінив Ігор Наконечний. У червні 1989 року був дискваліфікований на рік за навмисне, на думку арбітра, нанесення травми гравцю тбіліського «Динамо» Г. Цааві. У грудні 1989 року дискваліфікація була знята. Дебютним голом у футболці «моряків» відзначився 27 жовтня 1989 року на 48-й хвилині переможного (3:2) домашнього поєдинку 30-о туру Вищої ліги проти ленінградського «Зеніта». Єрьомін вийшов на поле в стартовому складі, а на 58-й хвилині був замінений на Іллю Чимбаларя. У Кубку УЄФА 1990/91 зіграв 2 поєдинки в футболці одеситів. Протягом свого перебування в «Чорноморці» в чемпіонаті СРСР зіграв 34 матчі та відзначився 4-а голами, 3 поєдинки провів у Кубку СРСР, ще 8 матчів відіграв у кубку Федерації. У сезоні 1991 року виступав у московському «Торпедо» (3 матчі) та запорізькому «Металурзі» (12 матчів та 1 гол у чемпіонаті, 1 поєдинок — у кубку СРСР).
У 1991 році виїхав до Німеччини, де по сезону відіграв у нижчолігових клубах «Фельтен-90» та «Вільгельмсгафен».

## Особисте життя
За дублюючий склад «Чорноморця» виступав брат Володимира Єрьоміна — Вадим. Їхній батько, Юрій Іванович, працював тренером юнацької команди «Автомобіліст» (Одеса).

## Досягнення
- Вища ліга чемпіонату СРСР
  -  Бронзовий призер (1): 1991

- Кубок Федерації футболу СРСР
  -  Володар (1): 1990